# Liste des maires de Chaumont (Haute-Marne)
La fonction de maire a été créée en 1790 par l'Assemblée constituante, tout comme la notion politique et administrative de « commune ». Comme la plupart des autres villes, bourgs et villages, la commune de Chaumont a été créée sur la base des limites de la paroisse chaumontaise et des usages immémoriaux.
Les maires des communes chefs-lieux de département ont été nommés par le chef de l'État jusqu'en 1882, date à laquelle les électeurs ont pu choisir leur maire.  Le mandat du maire a été de 4 ans de 1882 à 1930, puis de 6 ans à compter de cette date.

## Maires nommés par le pouvoir central (1800-1882)
Nicolas Graillet de Beine, baron de l'Empire en 1810
Jean Baptiste de Masseron d’Amboise, du 27 novembre 1816 au 2 septembre 1830
Charles Quilliard de 1852 à sa mort en 1853 
César Quilliard (père du précédent) de 1853 à 1858 

## Maires élus par les Chaumontais (depuis 1882)

### Troisième république
- de 1882 à 1894, Jules Tréfousse, patron de la ganterie Tréfousse (Parti républicain) : une rue porte son nom dans le centre-ville,
- de 1894 à 1900, Victor Fourcault : Une rue porte son nom dans le centre-ville
- de 1900 à 1910, Émile Goguenheim, patron de la ganterie Tréfousse[1] (Parti républicain)  : une place porte son nom près de la gare
- de 1910 à                     Lisse,
- de 1918 à 1940, Georges Lévy-Alphandéry (Parti radical) : une rue porte son nom dans le centre-ville,

### Quatrième république
- de 1945 à 1958, Jean Masson (Parti radical),

### Cinquième République

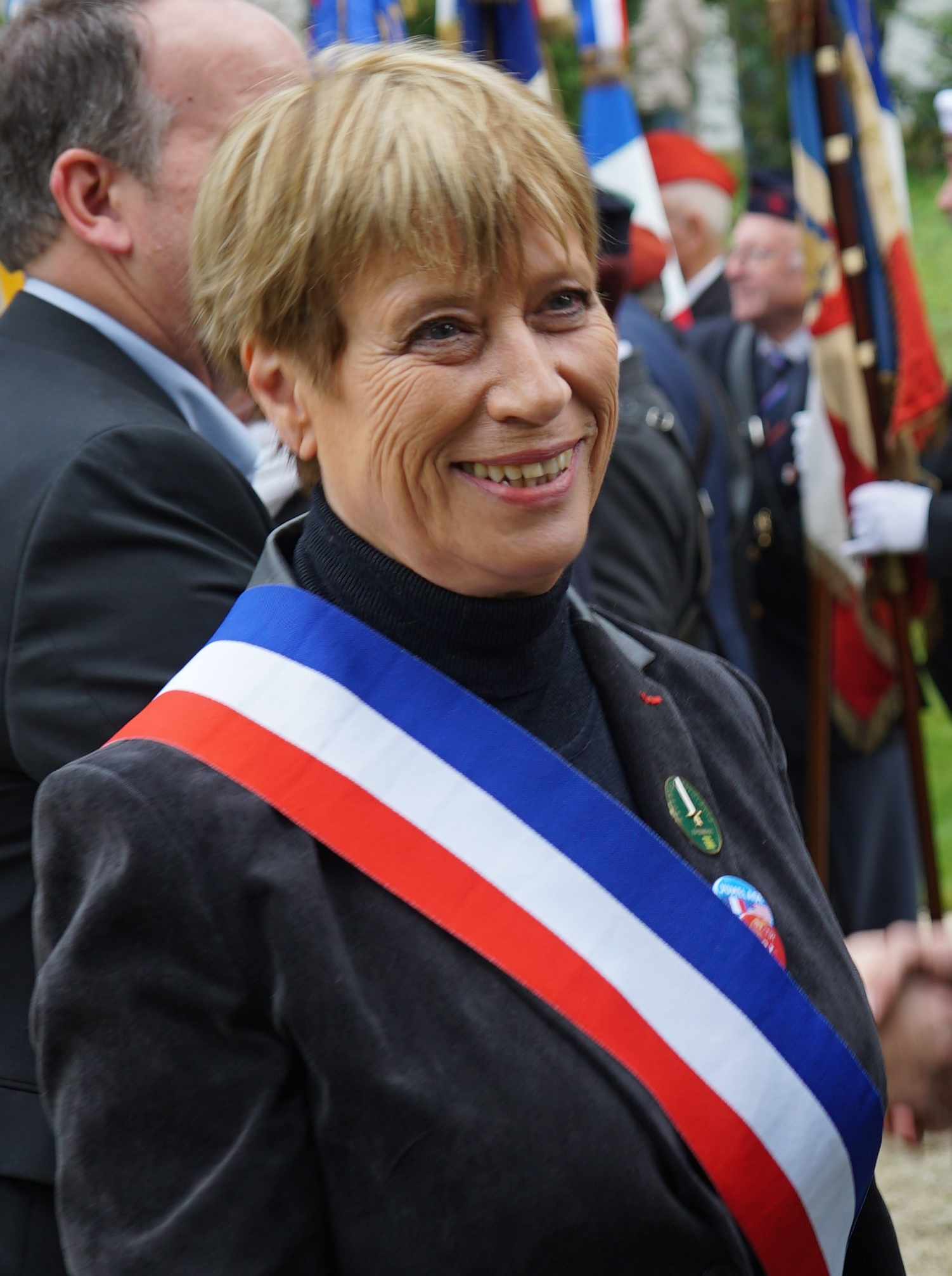
Christine Guillemy.

- de 1958 à 1976, Marcel Baron (Parti radical) : une rue porte son nom dans le centre-ville ;
- de 1976 à 1989, Georges Berchet (UDF-RAD) ;
- de 1989 à 1995, Cyril de Rouvre (DVD) : son équipe crée la médiathèque des Silos ainsi que le Festival international de l'affiche et du graphisme de Chaumont,
- de 1995 à 2008, Jean-Claude Daniel (apparenté PS) ;
- de 2008 à 2013, Luc Chatel (UMP) : son équipe décide le réaménagement du quartier de la gare. Le 6 septembre 2013, Luc Chatel annonce sa démission de maire, et adoube son adjointe Christine Guillemy, qui est élue maire par le conseil municipal le vendredi 13 septembre 2013 ;
- Depuis 2013, Christine Guillemy (ex UDF - Mouvement Démocrate).